# Earnest Hooton
Earnest Albert Hooton (* 20. November 1887 in Clemansville, Wisconsin; † 3. Mai 1954 in Cambridge, Massachusetts) war ein US-amerikanischer Paläoanthropologe und Hochschullehrer, der sich insbesondere mit der Rassentheorie befasste.

## Leben
Nach dem Schulbesuch studierte er Klassische Altertumswissenschaft am Lawrence Institute sowie an der University of Wisconsin, ehe er sich während eines Aufenthalts an der Universität Oxford dem Studium der Anthropologie zuwandte.
Nach seiner Rückkehr in die USA wurde er 1913 Professor für Anthropologie an der Harvard University und lehrte dort bis zu seinem Tode 1954. Sein Lehrstuhl wurde dabei zum Hauptzentrum der USA für die Ausbildung von Spezialisten für das Teilgebiet biologische Anthropologie. Zu seinen bekanntesten Studenten zählte Sherwood L. Washburn. Während dieser Zeit war er auch Kurator für Somatologie des Peabody Museum of Archaeology and Ethnology in Cambridge. 1927 wurde Hooton in die American Academy of Arts and Sciences gewählt, 1935 in die National Academy of Sciences.
Neben seiner Lehrtätigkeit trug er insbesondere durch seine bekannten Veröffentlichungen Up From The Ape (1931) und Apes, Men and Morons (1937) dazu bei, diesen Zweig der Anthropologie einer weiten Leserschaft bekannt zu machen.
In seinen Forschungen konzentrierte er sich auf die „rassische“ Klassifizierung des Menschen sowie die Beziehung zwischen Körperbau und biologischem Verhalten wie beispielsweise in seinen Büchern The American Criminal (1939) und Crime and Man (1939). Außerdem veröffentlichte er Ancient Inhabitants of the Canary Islands (1925) und befasste sich in dieser Schrift mit Luis de Guardafía, dem letzten indigenen Herrscher der kanarischen Insel Lanzarote.

## Hootons Idee für Nachkriegsdeutschland
Hooton war Vertreter einer Rassenlehre und Anhänger der Eugenik. 1943 verfasste er während des Zweiten Weltkriegs einen propagandistischen Aufsatz für das PM Daily, der im Rahmen eines Sammelartikels zusammen mit Beiträgen von Franz Boas, Dorothy Thompson und Albert Einstein veröffentlicht wurde. Darin plädierte Hooton für die Ansiedlung nicht-deutscher Bevölkerung in Deutschland, um „den deutschen Nationalismus und die aggressive Ideologie zu zerstören“. Vor allem schlug er jedoch vor, nach dem Krieg deutsche Soldaten in den kriegszerstörten Gebieten zur Zwangsarbeit für den Wiederaufbau einzusetzen. Als Eugeniker wollte er dabei die für ihn biologisch begründeten und angeborenen räuberischen Neigungen der Deutschen durch Kreuzung mit Vertretern anderer Völker wegzüchten.
Außerhalb des PM-Daily-Artikels wurde die Idee Hootons nie wieder politisch aufgegriffen; es handelt sich somit um eine alleinstehende Ansicht, die auch zu keinem Zeitpunkt Bestandteil der US-amerikanischen Nachkriegsplanung für Deutschland war.
Im heutigen Rechtsextremismus werden Hootons Ideen jedoch als sogenannter „Hooton-Plan“ – zusammen mit ähnlichen Gedankenspielen wie etwa dem sogenannten „Kaufman-Plan“, dem ebenso einflusslosen „Nizer-Plan“ sowie dem Morgenthau-Plan – als tatsächlich im Geheimen umgesetzter Plan angesehen, der auf die biologische Vernichtung der Deutschen durch Massenzuwanderung hinarbeite. 